# Dortmunder Actien-Brauerei

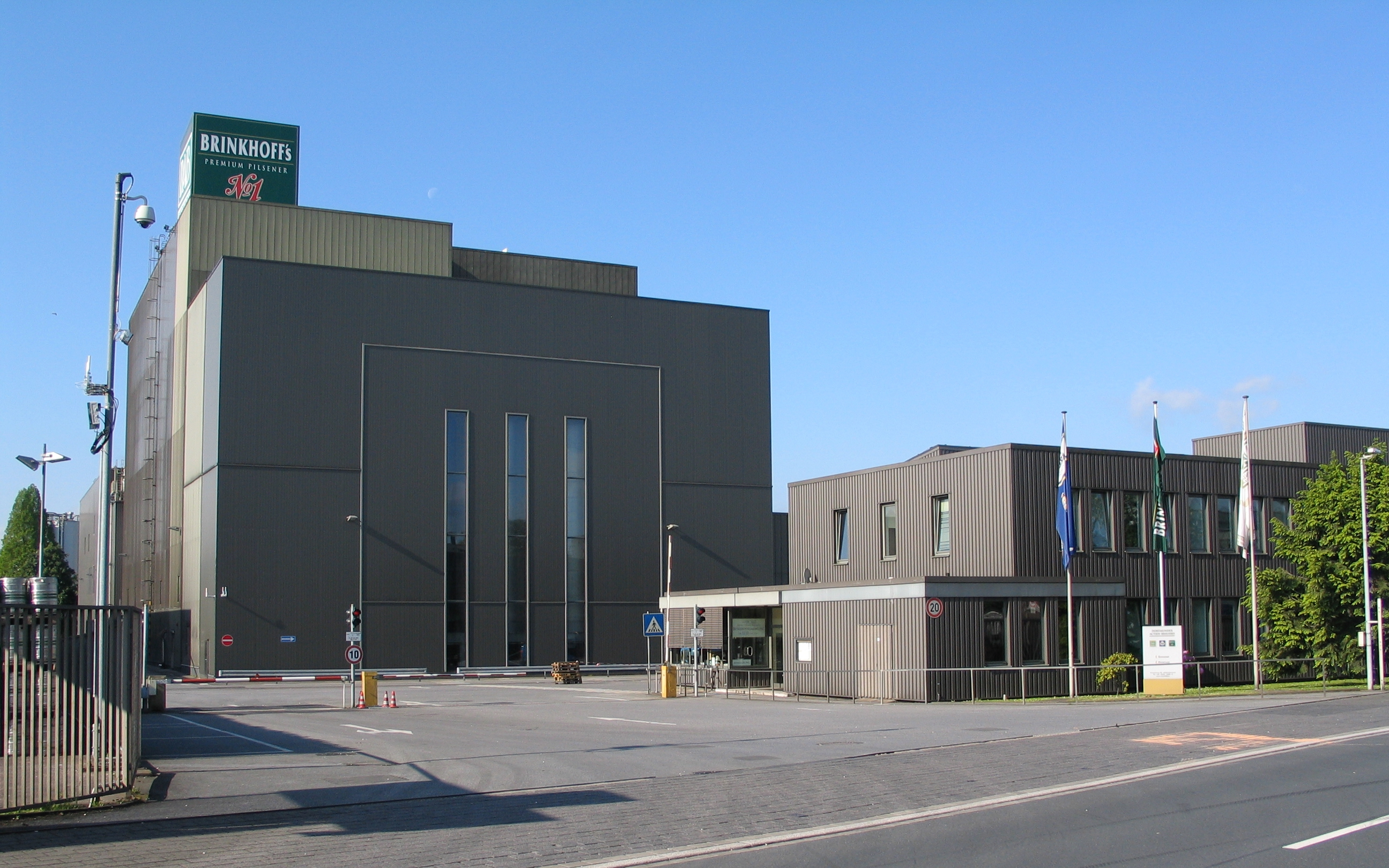
Dortmunder Actien-Brauerei

Dortmunder Actien-Brauerei (DAB) är ett bryggeri i Dortmund som ingår i Radeberger Gruppe.
Dortmunder Actien-Brauerei grundades 1868 och har sitt nuvarande namn sedan 1872. 1879 började man exportverksamheten och sålde DAB över hela världen.